# Dong Yuan

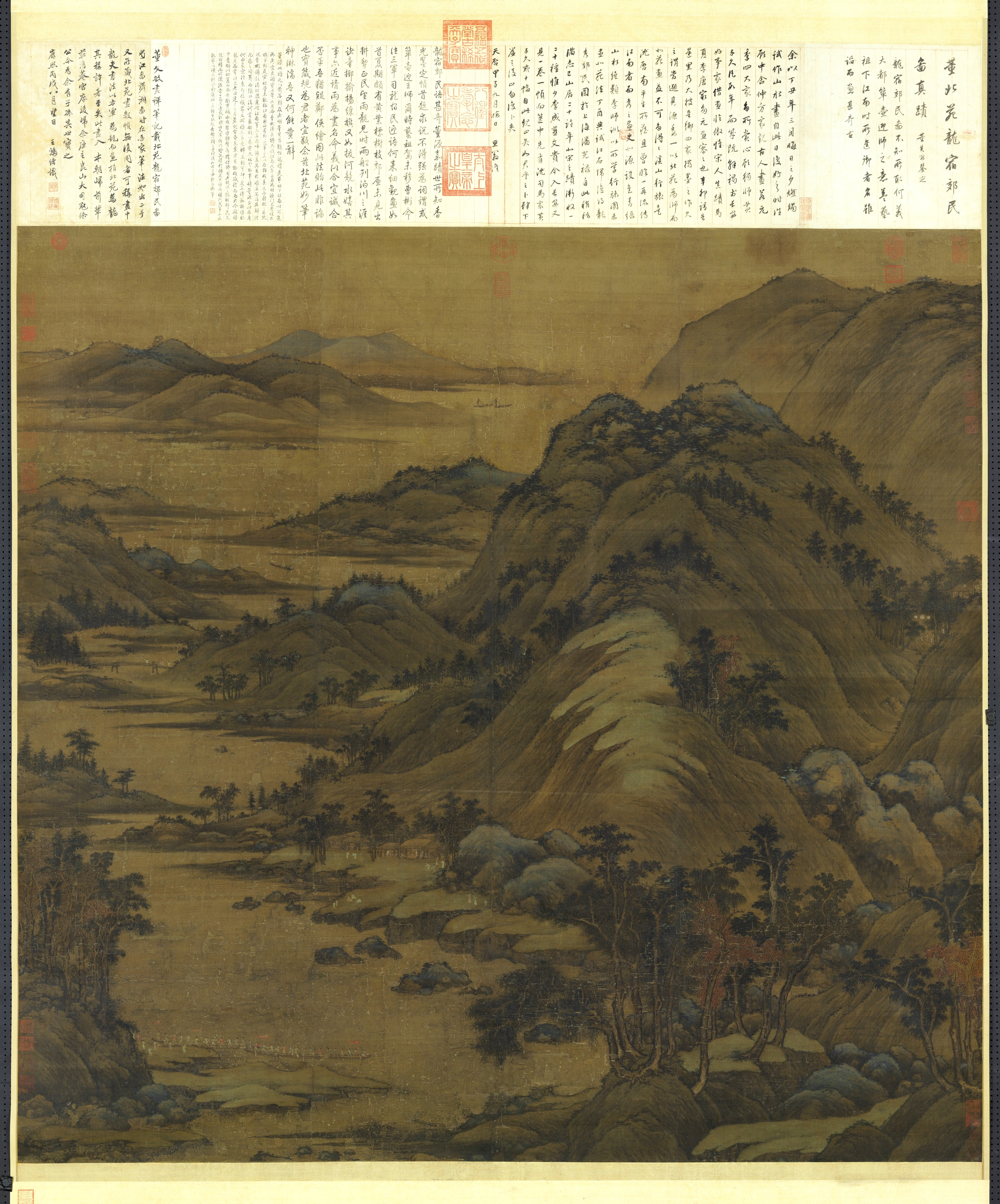
Reizigers aan de rand van de woonplaats van de draak, gewassen inkt en kleur op zijde, collectie Nationaal Paleismuseum

Dong Yuan (董源; ca. 934–ca. 962) was een Chinees kunstschilder die actief was tijdens de Zuidelijke Tang (937–975), een van de laatste koninkrijken in de periode van de Vijf Dynastieën en Tien Koninkrijken. Zijn omgangsnaam was Shuda (叔達).

## Biografie
Dong Yuan werd rond 934 geboren in Zhongling, het huidige Jinxian in de provincie Jiangxi. Het grootste deel van zijn leven woonde hij in Nanjing, destijds een bolwerk van Chinese cultuur en kunst. Hier bekleedde hij een bestuurlijke functie aan het hof.
Dong bestudeerde de schildersstijlen van oude meesters en gaf les in de schilderkunst. Samen met zijn leerling Juran behoorde Dong in zijn tijd tot de toonaangevendste landschapsschilders van het zuiden van China.

## Werken
Dong Yuan was vooral bekend om zijn elegante shan shui-landschappen in gewassen inkt. Hij borduurde voort op de stijl van schilders als Li Sixun (651–716) en Wang Wei (699–759). Zijn werken worden gekenmerkt door zijn nauwgezette rangschikking van stippen en lijnen, die van dichtbij lukraak lijken aangebracht. De beroemde literator Shen Kuo (1031–1095) zei hierover:

Hij gebruikt het penseel zo ruw dat een schilderij van dichtbij nergens op slaat, maar van een afstand levendig en aantrekkelijk oogt, als was het een wereld uit een sprookje.
(其用筆甚草草，近視之幾不類物象，遠觀則景物粲然，幽情遠思，如睹異境)

Dong Yuans stijl en techniek beïnvloedde een groot aantal Chinese kunstschilders, waaronder de Vier Meesters van de Yuan-dynastie, Gao Kegong (1248–1310) , de Ming-meesters Shen Zhou (1427–1509) en Wen Zhengming (1470–1559), en de Vier Wangs.

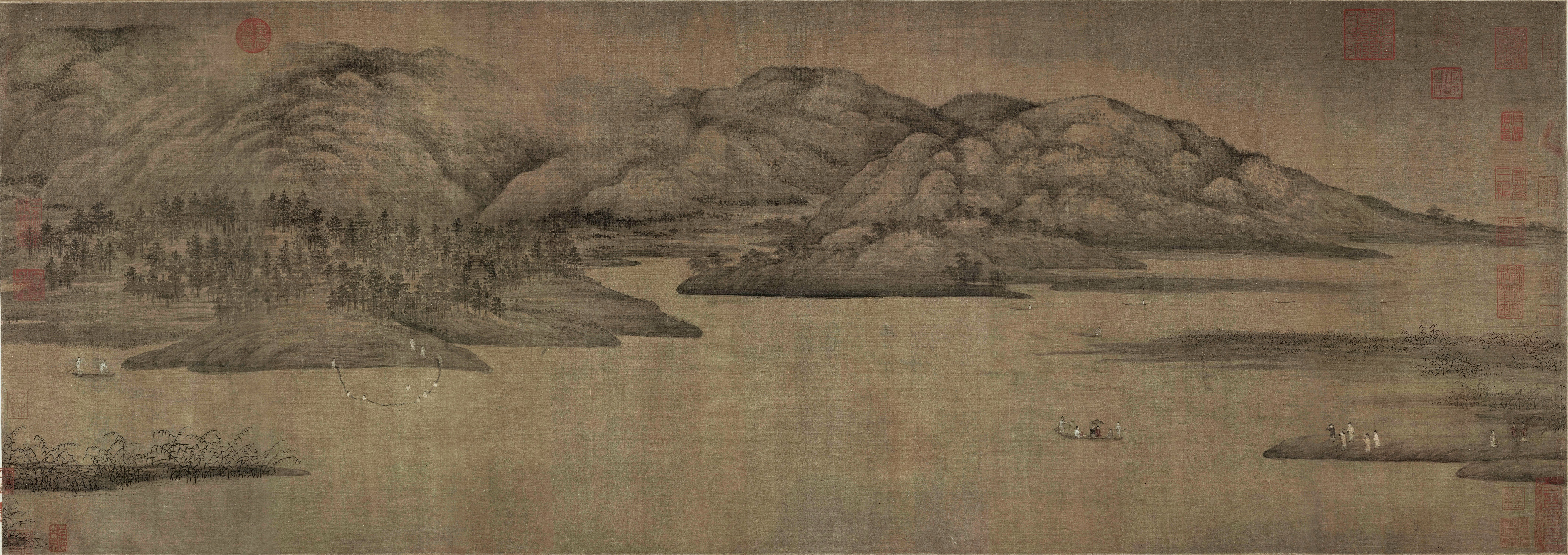
Gedeelte van de handrol De rivieren Xiao en Xiang, gewassen inkt en kleur op zijde

- Bibliothèque nationale de France: cb16900321b (data)
- Gemeinsame Normdatei: 131903306
- International Standard Name Identifier: 0000 0000 8355 392X
- Library of Congress Control Number: n99265577
- Nationale bibliotheek van Australië: 36674334
- Trove: 1385314
- Union List of Artist Names: 500123264
- Virtual International Authority File: 8532571